# Mon Chéri
Mon Chéri (от фр. «мой дорогой») — торговая марка итальянской компании Ferrero, использующийся для продажи наборов шоколадных конфет с начинкой. Первый продукт, который компания успешно производит с начала его запуска в 1956 году.
Конфеты состоят из сердцевидной вишни, плавающей в ликёре, содержащемся в простом шоколадном корпусе. Вишни, используемые для изготовления конфет, происходят из Фундао в Кова-да-Бейра, сельской местности в центральном регионе Португалии. Каждый год Ferrero закупает 150 000 тонн фруктов для выпуска этих конфет.
Для американского рынка конфеты заполнялись лесным орехом и не содержали ликёра (похожий бренд Ferrero Küsschen продаётся в Германии и Дании). После 20 лет выпуска, этот вариант был снят с производства. В других странах, тем не менее, всё ещё продаются конфеты с вишнёвой начинкой.